# Temptation Island (Italia)
Temptation Island (nella prima edizione del 2005 Vero amore) è un programma televisivo italiano di genere reality show prodotto da Fascino PGT e Banijay Italia, trasmesso in prima serata su Canale 5 dal 19 maggio 2005. È la versione italiana del programma televisivo olandese Blind Vertrouwen (tradotto come Fede Cieca) creato da Endemol, il quale è stato adattato in diversi paesi.

## Il programma

### Format
Basato sul format statunitense dal titolo Temptation Island, il programma racconta la storia, gli avvenimenti, i sentimenti e il destino di sei coppie (cinque nelle prime due edizioni e sette nella nona e dall'undicesima) non sposate e senza figli chiuse per tre settimane in un villaggio. Le coppie, sistemate in gruppi separati (uomini da una parte, donne dall'altra), vengono tentate rispettivamente da una decina di donne e uomini single. Successivamente, ogni settimana i membri delle rispettive coppie vengono chiamati nel falò per far vedere dei filmati sul rispettivo partner e farsi un'idea sulle decisioni da prendere nell'ultimo falò dove al termine dei 21 giorni essi decideranno se continuare o interrompere la loro storia d'amore.
Un mese dopo ogni edizione del reality viene fatto il punto della situazione sentimentale dei concorrenti mandando in onda su Canale 5 Temptation Island e poi chiamato anche Temptation Island - Qualche mese dopo trasmesso nel dicembre del 2014.

### Storia del programma
La prima edizione (intitolata Vero amore) andò in onda nel 2005 con la conduzione di Maria De Filippi.
Dopo nove anni viene prodotta la seconda edizione (la prima con il nome Temptation Island). È andata in onda per quattro puntate di giovedì dal 3 al 24 luglio 2014 con la conduzione di Filippo Bisciglia che presenterà anche le successive edizioni.
Dal 25 giugno al 28 luglio 2015 è stata trasmessa per sei puntate la terza edizione, seguita dal 28 giugno al 27 luglio 2016 la quarta edizione.
Dal 26 giugno al 31 luglio 2017 è andata in onda per sei puntate di lunedì la quinta edizione.
Dal 9 luglio al 6 agosto 2018 è stata trasmessa per cinque puntate la sesta edizione. Una settimana dopo l'ultima puntata dell'edizione 2018 ci fu una sesta puntata speciale intitolata Il viaggio nei sentimenti, mentre nel 2019, il giorno dopo l'ultima puntata, il programma assunse il nome di Temptation Island un mese dopo...
Dal 24 giugno al 30 luglio 2019 è stata trasmessa per sei puntate la settima edizione. 
Dal 2 al 30 luglio 2020 è stata trasmessa per sei puntate l'ottava edizione che è stata anche la prima che prevedeva la presenza sia di coppie VIP sia di coppie non celebri.
La nona edizione è andata in onda per sei puntate dal 16 settembre al 20 ottobre 2020. Il programma è stato condotto anche da Alessia Marcuzzi.
Dal 30 giugno al 27 luglio 2021 è stata trasmessa per sei puntate la decima edizione, sempre con la conduzione di Filippo Bisciglia.
Il 27 agosto 2021 la casa di produzione Fascino PGT e Banijay Italia hanno reso noto che non era stato rinnovato il contratto con la casa di produzione che detiene i diritti del format originale e il 21 maggio 2022 è stata ufficializzata la cancellazione del programma per quanto riguarda l'edizione del 2022.
Il 10 novembre 2022 è stato annunciato il ritorno del programma per l'undicesima edizione, che è andata in onda nell'estate 2023 su Canale 5 condotta sempre da Filippo Bisciglia per sei puntate di lunedì dal 26 giugno al 31 luglio.
Dal 27 giugno al 25 luglio 2024 è andata in onda per sei puntate la dodicesima edizione, seguita dal 10 settembre al 22 ottobre dello stesso anno per sette puntate di martedì la tredicesima edizione.
Il 3 maggio 2025 è stato annunciato il cambio della location in vista della nuova edizione del programma, che dal resort sardo Is Morus Relais a Santa Margherita di Pula (CA), che ha ospitato le edizioni dal 2015 al 2024, si sposta nel resort calabro Calalandrusa Beach & Nature presso Guardavalle (CZ). 
Dal 3 al 31 luglio 2025 è andata in onda per otto puntate  la quattordicesima edizione: questa edizione è stata oggetto di grande successo, tanto che l'emittente Mediaset ha deciso di allungare di due puntate la trasmissione; inoltre, per la prima volta nella storia del programma, le ultime tre puntate sono state mandate in onda nella stessa settimana per tre giorni consecutivi.

### Location
| Location                                               | Edizioni | Edizioni | Edizioni | Edizioni | Edizioni | Edizioni | Edizioni | Edizioni | Edizioni | Edizioni | Edizioni | Edizioni | Edizioni | Edizioni | Totale |
| Location                                               | 1ª       | 2ª       | 3ª       | 4ª       | 5ª       | 6ª       | 7ª       | 8ª       | 9ª       | 10ª      | 11ª      | 12ª      | 13ª      | 14ª      | Totale |
| ------------------------------------------------------ | -------- | -------- | -------- | -------- | -------- | -------- | -------- | -------- | -------- | -------- | -------- | -------- | -------- | -------- | ------ |
| Resort Alborèa Ecolodge a Castellaneta Marina (TA)     |          |          |          |          |          |          |          |          |          |          |          |          |          |          | 1      |
| Resort Aeneas' Landing a Gaeta (LT)                    |          |          |          |          |          |          |          |          |          |          |          |          |          |          | 1      |
| Resort Is Morus Relais a Santa Margherita di Pula (CA) |          |          |          |          |          |          |          |          |          |          |          |          |          |          | 11     |
| Resort Calalandrusa Beach & Nature a Guardavalle (CZ)  |          |          |          |          |          |          |          |          |          |          |          |          |          |          | 1      |

### Luoghi
| Luoghi                      | Edizioni | Edizioni | Edizioni | Edizioni | Edizioni | Edizioni | Edizioni | Edizioni | Edizioni | Edizioni | Edizioni | Edizioni | Edizioni | Edizioni | Totale |
| Luoghi                      | 1ª       | 2ª       | 3ª       | 4ª       | 5ª       | 6ª       | 7ª       | 8ª       | 9ª       | 10ª      | 11ª      | 12ª      | 13ª      | 14ª      | Totale |
| --------------------------- | -------- | -------- | -------- | -------- | -------- | -------- | -------- | -------- | -------- | -------- | -------- | -------- | -------- | -------- | ------ |
| Teatro 5 di Cinecittà, Roma |          |          |          |          |          |          |          |          |          |          |          |          |          |          | 1      |
| Villaggio Fidanzate         |          |          |          |          |          |          |          |          |          |          |          |          |          |          | 14     |
| Villaggio Fidanzati         |          |          |          |          |          |          |          |          |          |          |          |          |          |          | 14     |
| Falò                        |          |          |          |          |          |          |          |          |          |          |          |          |          |          | 13     |
| Pinnettu                    |          |          |          |          |          |          |          |          |          |          |          |          |          |          | 9      |
| Capanno                     |          |          |          |          |          |          |          |          |          |          |          |          |          |          | 1      |

## Edizioni
| Edizione | Titolo del programma | Conduzione        | Periodo           | Periodo         | Puntate | Coppie | Tentatori | Regia          |
| Edizione | Titolo del programma | Conduzione        | Inizio            | Fine            | Puntate | Coppie | Tentatori | Regia          |
| -------- | -------------------- | ----------------- | ----------------- | --------------- | ------- | ------ | --------- | -------------- |
| 1ª       | Vero amore           | Maria De Filippi  | 19 maggio 2005    | 9 giugno 2005   | 4       | 5      | 7         | Paolo Carcano  |
| 2ª       | Temptation Island    | Filippo Bisciglia | 3 luglio 2014     | 24 luglio 2014  | 4       | 5      | 24        | Andrea Vicario |
| 3ª       | Temptation Island    | Filippo Bisciglia | 25 giugno 2015    | 28 luglio 2015  | 6       | 6      | 23        | Andrea Vicario |
| 4ª       | Temptation Island    | Filippo Bisciglia | 28 giugno 2016    | 27 luglio 2016  | 6       | 6      | 21        | Andrea Vicario |
| 5ª       | Temptation Island    | Filippo Bisciglia | 26 giugno 2017    | 31 luglio 2017  | 6       | 6      | 24        | Andrea Vicario |
| 6ª       | Temptation Island    | Filippo Bisciglia | 9 luglio 2018     | 1º agosto 2018  | 5       | 6      | 23        | Andrea Vicario |
| 7ª       | Temptation Island    | Filippo Bisciglia | 24 giugno 2019    | 29 luglio 2019  | 6       | 6      | 25        | Andrea Vicario |
| 8ª       | Temptation Island    | Filippo Bisciglia | 2 luglio 2020     | 30 luglio 2020  | 6       | 6      | 22        | Andrea Vicario |
| 9ª       | Temptation Island    | Alessia Marcuzzi  | 16 settembre 2020 | 20 ottobre 2020 | 6       | 7      | 21        | Andrea Vicario |
| 10ª      | Temptation Island    | Filippo Bisciglia | 30 giugno 2021    | 27 luglio 2021  | 6       | 6      | 25        | Andrea Vicario |
| 11ª      | Temptation Island    | Filippo Bisciglia | 26 giugno 2023    | 31 luglio 2023  | 6       | 7      | 28        | Andrea Vicario |
| 12ª      | Temptation Island    | Filippo Bisciglia | 27 giugno 2024    | 25 luglio 2024  | 6       | 7      | 26        | Andrea Vicario |
| 13ª      | Temptation Island    | Filippo Bisciglia | 10 settembre 2024 | 22 ottobre 2024 | 7       | 7      | 26        | Andrea Vicario |
| 14ª      | Temptation Island    | Filippo Bisciglia | 3 luglio 2025     | 31 luglio 2025  | 8       | 7      | 26        | Andrea Vicario |

## Puntate speciali
Un mese dopo ogni edizione del reality viene fatto il punto della situazione sentimentale dei concorrenti mandando in onda su Canale 5 Temptation Island e poi chiamato anche Temptation Island - Qualche mese dopo trasmesso nel dicembre del 2014. Una settimana dopo l'ultima puntata dell'edizione 2018 ci fu una sesta puntata speciale intitolata Il viaggio nei sentimenti, mentre nel 2019, il giorno dopo l'ultima puntata, il programma assunse il nome di Temptation Island un mese dopo...
| Edizione | Titolo della puntata                  | Messa in onda    | Ascolti        | Ascolti | Ascolti |
| Edizione | Titolo della puntata                  | Messa in onda    | Telespettatori | Share   | Fonte   |
| -------- | ------------------------------------- | ---------------- | -------------- | ------- | ------- |
| 2ª       | Temptation Island - Qualche mese dopo | 15 dicembre 2014 | 2 099 000      | 15,82%  | [ 6 ]   |
| 6ª       | Il viaggio nei sentimenti             | 6 agosto 2018    | 2 395 000      | 16,44%  | [ 7 ]   |
| 7ª       | Temptation Island un mese dopo....    | 30 luglio 2019   | 3 764 000      | 24,14%  | [ 8 ]   |

## Audience
| Edizione | Rete televisiva | Anno | Stagione       | Programmazione | Programmazione | Programmazione | Programmazione | Programmazione | Programmazione | Programmazione | Collocazione | Media auditel  | Media auditel | Premiere       | Premiere | Finale         | Finale |
| Edizione | Rete televisiva | Anno | Stagione       | L              | M              | M              | G              | V              | S              | D              | Collocazione | Telespettatori | Share         | Telespettatori | Share    | Telespettatori | Share  |
| -------- | --------------- | ---- | -------------- | -------------- | -------------- | -------------- | -------------- | -------------- | -------------- | -------------- | ------------ | -------------- | ------------- | -------------- | -------- | -------------- | ------ |
| 1ª       | Canale 5        | 2005 | primavera      |                |                |                |                |                |                |                | Prima serata | 4 742 000      | 23,48%        | 4 367 000      | 20,62%   | 6 252 000      | 30,38% |
| 2ª       | Canale 5        | 2014 | estate         | 3 057 000      | 16,11%         | 2 992 000      | 15,55%         | 3 263 000      | 17,74%         |                | Prima serata |                |               |                |          |                |        |
| 3ª       | Canale 5        | 2015 | estate         |                | 3 333 000      | 17,61%         | 3 470 000      | 16,32%         | 3 787 000      | 20,86%         | Prima serata |                |               |                |          |                |        |
| 4ª       | Canale 5        | 2016 | estate         |                |                | 3 051 000      | 16,53%         | 2 786 000      | 14,53%         | 3 395 000      | Prima serata | 19,04%         |               |                |          |                |        |
| 5ª       | Canale 5        | 2017 | estate         |                |                |                | 3 551 000      | 19,41%         | 3 413 000      | 18,08%         | Prima serata | 3 918 000      | 23,42%        |                |          |                |        |
| 6ª       | Canale 5        | 2018 | estate         |                | 3 874 000      | 22,63%         | 3 750 000      | 21,24%         | 4 016 000      | 25,53%         | Prima serata |                |               |                |          |                |        |
| 7ª       | Canale 5        | 2019 | estate         |                |                | 3 733 000      | 23,23%         | 3 546 000      | 22,24%         | 3 875 000      | Prima serata | 24,65%         |               |                |          |                |        |
| 8ª       | Canale 5        | 2020 | estate         |                |                | 3 739 000      | 23,53%         | 3 698 000      | 21,63%         | 4 029 000      | Prima serata | 28,00%         |               |                |          |                |        |
| 9ª       | Canale 5        | 2020 | estate-autunno |                |                | 3 183 000      | 18,26%         | 2 958 000      | 18,78%         | 3 504 000      | Prima serata | 20,98%         |               |                |          |                |        |
| 10ª      | Canale 5        | 2021 | estate         |                | 3 350 000      | 23,26%         | 3 194 000      | 20,96%         | 3 694 000      | 27,40%         | Prima serata |                |               |                |          |                |        |
| 11ª      | Canale 5        | 2023 | estate         |                |                | 3 489 000      | 26,45%         | 3 558 000      | 26,14%         | 3 559 000      | Prima serata | 28,09%         |               |                |          |                |        |
| 12ª      | Canale 5        | 2024 | estate         |                |                |                | 3 516 000      | 29,23%         | 3 248 000      | 24,88%         | Prima serata | 3 722 000      | 31,82%        |                |          |                |        |
| 13ª      | Canale 5        | 2024 | estate-autunno |                |                |                | 3 183 000      | 22,32%         | 3 362 000      | 23,88%         | Prima serata | 3 008 000      | 20,73%        |                |          |                |        |
| 14ª      | Canale 5        | 2025 | estate         |                |                | 3 893 000      | 29,94%         | 3 452 000      | 27,80%         | 4 601 000      | Prima serata | 32,86%         |               |                |          |                |        |

## Sigla
La sigla del programma è la canzone Love the Way You Lie di Eminem affiancato da Rihanna.

## Spin-off

### Temptation Island VIP
Dal 18 settembre 2018 al 14 ottobre 2019 andò in onda lo spin-off Temptation Island VIP, versione dove le coppie di concorrenti erano formate da personaggi pubblici, condotto da Simona Ventura nella prima edizione del 2018 e da Alessia Marcuzzi nella seconda edizione del 2019.